# Pierpaolo Bisoli
Pierpaolo Bisoli (* 20. November 1966 in Porretta Terme) ist ein ehemaliger italienischer Fußballspieler und derzeitiger -trainer. Als Aktiver wenig in Erscheinung getreten, führte er als Trainer die AC Cesena zweimal zum Aufstieg in die Serie A. 

## Spielerkarriere
Pierpaolo Bisoli, geboren 1966 in Porretta Terme in der Provinz Bologna, begann mit dem Fußballspielen beim örtlichen Verein Porretta CFGC. 1984 wurde er dann von der AC Pistoiese verpflichtet. Pistoiese war nach dem Abenteuer Erstklassigkeit in der Saison 1980/81 tief gefallen und spielte nurmehr in der drittklassigen Serie C1. Und auch aus dieser stieg man dann im ersten Jahr Bisolis ab, eben jener spielte aber trotzdem noch bis 1987 für Pistoiese. In drei Jahren machte er insgesamt 66 Ligaspiele mit drei Toren für den Klub, ehe er sich der US Alessandria aus Italiens Nordosten anschloss. Hier spielte Bisoli ein Jahr lang in der Serie C2 in insgesamt 33 Partien. Nach Ende der Spielzeit 1987/88 wechselte der Mittelfeldspieler erneut den Arbeitgeber und unterschrieb einen neuen Kontrakt bei der AC Arezzo, wo er allerdings auch nur eine Saison lang blieb. Gerade frisch aus der Serie B abgestiegen wurde Arezzo Elfter in der Serie C1 1988/89. Die Farben des FC Esperia Viareggio vertrat Pierpaolo Bisoli dann von 1989 bis 1991 und schaffte mit dem Klub den Aufstieg bis in die Serie C2.
Von 1991 bis 1997 erlebte Bisoli die beständigste Phase in seiner Karriere. In sechs Jahren bei Cagliari Calcio brachte er es auf 164 Spiele im Ligabetrieb, bei denen fünf Torerfolge raussprangen. In sechs Jahren Erstligafußball war Bisoli allerdings auch dabei, als die Sarden in der Saison 1993/94 nach Erfolgen über Dinamo Bukarest aus Rumänien, Trabzonspor aus der Türkei, den KV Mechelen aus Belgien sowie Ligakonkurrent Juventus Turin ins Halbfinale des UEFA-Pokals vordrang. Dort stellte schließlich aber der spätere Sieger Inter Mailand eine zu große Hürde dar. In der Folge wurde die Leistungen in der Serie A aber immer schlechter, was als logische Konsequenz den Abstieg in der Saison 1996/97 hatte. Damit endete auch Pierpaolo Bisolis Zeit in Cagliari, er verließ den Verein in Richtung FC Empoli, wo er unter Luciano Spalletti zwei Jahre Erstligafußball spielte, am Ende der Serie A 1998/99 jedoch abermals abstieg. Danach ging er zur AC Perugia, mit dem er in der Serie A 1999/2000 Zehnter wurde. Es folgte nun ein einjähriges Engagement bei Brescia Calcio, wo im Ligabetrieb Rang sieben erreicht wurde. Wieder zurück bei Pistoiese sowie seinem Heimatverein Porretta CFGC ließ Pierpaolo Bisoli seine fußballerische Laufbahn von 2001 bis 2003 je ein Jahr lang noch ausklingen, ehe er diese im Alter von 37 Jahren beendete.

## Trainerkarriere
Nach dem Ende seiner Laufbahn als aktiver Fußballspieler wurde Pierpaolo Bisoli Trainer. Zunächst coachte er von 2002 bis 2004 teilweise noch als Spielertrainer die Mannschaft von Porretta CFGC. Danach wurde er unter Dino Zoff für die letzten achtzehn Spieltage der Serie A 2004/05 Co-Trainer bei der AC Florenz. Nach dem Ende der Saison gelang nur knapp der Klassenerhalt. Doch mit dieser Arbeit bei der Fiorentina schaffte Bisoli den Einstieg ins Trainertum oberer Spielklassen. In zwei Jahren beim AC Prato von 2005 bis 2007 arbeitete er erstmals als richtiger Trainer in der Serie C2. Mit Foligno Calcio wurde Bisoli gar Vierter in der Serie C1 und verpasste den Aufstieg in die Serie B erst durch eine Niederlage im Halbfinale der Playoffs gegen die AS Cittadella. Nach den guten Ergebnissen mit Foligno Calcio wurde Pierpaolo Bisoli im Sommer 2008 neuer Trainer beim ehemaligen Erstligisten AC Cesena, mittlerweile in den Untiefen der Lega Pro Prima Divisione verschwunden. Bisoli gewann zunächst die Meisterschaft in der Girone A der Lega Pro Prima Divisione 2008/09 mit einem Vorsprung von zwei Punkten vor Aurora Pro Patria, was die Rückkehr des Vereins in die zweite italienische Liga zur Folge hatte. Und dort wusste Cesena sensationell zu überzeugen. Über die gesamte Spielzeit hinweg hielt man sich in den oberen Gefilden der Serie B 2009/10 und rangierte nach dem Ende aller Spieltage auf dem zweiten Tabellenrang, einzig hinter der US Lecce. Mit gerade einmal 29 Gegentoren stellte der Aufsteiger dabei die mit Abstand beste Defensive der Liga. Somit war die AC Cesena also erstmals seit 1991 wieder erstklassig, Erfolgstrainer Bisoli kehrte der Mannschaft allerdings den Rücken und übergab an Massimo Ficcadenti.
Bisoli wurde neuer Coach bei Cagliari Calcio, seine Entlassung kam jedoch schon nach zwölf Spieltagen. Nur ganze sechs Spieltage überlebte er als Coach des FC Bologna zu Beginn der Serie A 2011/12, ehe ihn Stefano Pioli ersetzte. Im gleichen Jahr stieg Bisolis alter Verein AC Cesena aus der Serie A ab und plante das Projekt Wiederaufstieg zunächst mit dem jungen Nicola Campedelli als Trainer. Nach drei Spieltagen wurde dieser aber entlassen, sein Nachfolger wurde Pierpaolo Bisoli. Unter dessen Ägide stabilisierte sich Cesena in der Liga und wurde am Ende der Saison Vierzehnter. Ein Jahr später trumpfte man dann aber wieder mehr auf, die Serie B 2013/14 wurde auf dem vierten Tabellenplatz beendet. Damit standen Aufstiegsspielen an, in denen man zunächst gegen den FC Modena und abschließend auch gegen die US Latina gewann und somit nach zwei Jahren die Rückkehr in die Erstklassigkeit festmachen konnte. In der Serie A startete Cesena jedoch schwach und konnte nur eines der ersten vierzehn Ligaspiele gewinnen. Auf dem vorletzten Platz stehend, trennte sich der Verein Anfang Dezember 2014 nach etwas mehr als zwei Jahren von Pierpaolo Bisoli. Seit Beginn der Serie B 2015/16 trainiert Pierpaolo Bisoli die Mannschaft der AC Perugia.
Nach Stationen bei L.R. Vicenza, Calcio Padova, der US Cremonese, Cosenza Calcio und dem FC Südtirol unterschrieb Bisoli im April 2024 einen Vertrag als Cheftrainer beim FC Modena.

## Erfolge
- Aufstieg in die Serie A: 2×

2009/10 und 2013/14 mit dem AC Cesena
- Aufstieg in die Serie B: 1×

2008/09 mit dem AC Cesena
- Panchina d’oro Prima Divisione: 1×

2008/09 als Trainer des AC Cesena
- Panchina d’argento: 1×

2009/10 als Trainer des AC Cesena